# Тиес (область)
Тие́с (фр. Thiès, волоф Cees) — область на западе Сенегала. Административный центр — город Тиес. Площадь — 6 601 км², население — 1 532 100 человек (2010 год).

## География
На западе граничит с областью Дакар, на северо-востоке с областью Луга, на востоке с областью Диурбель, на юго-востоке с областью Фатик. Западная часть области омывается водами Атлантического океана.

## Административное деление
Административно область подразделяется на 3 департамента:

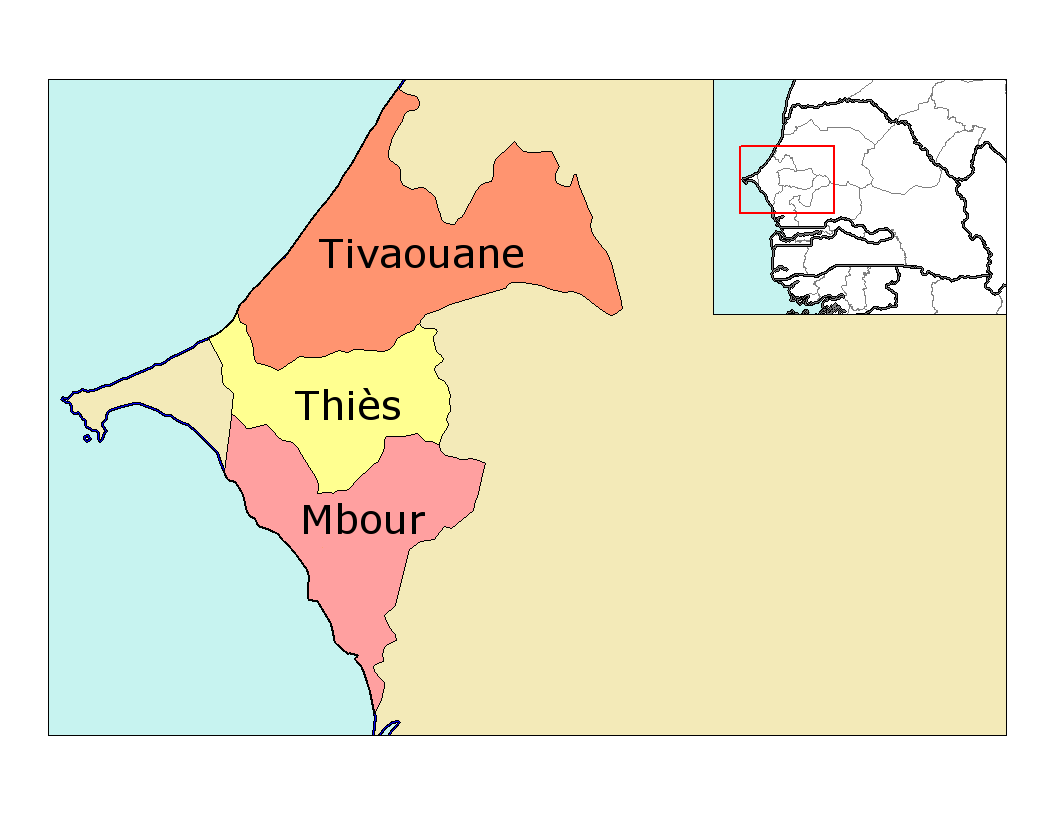
Департаменты области

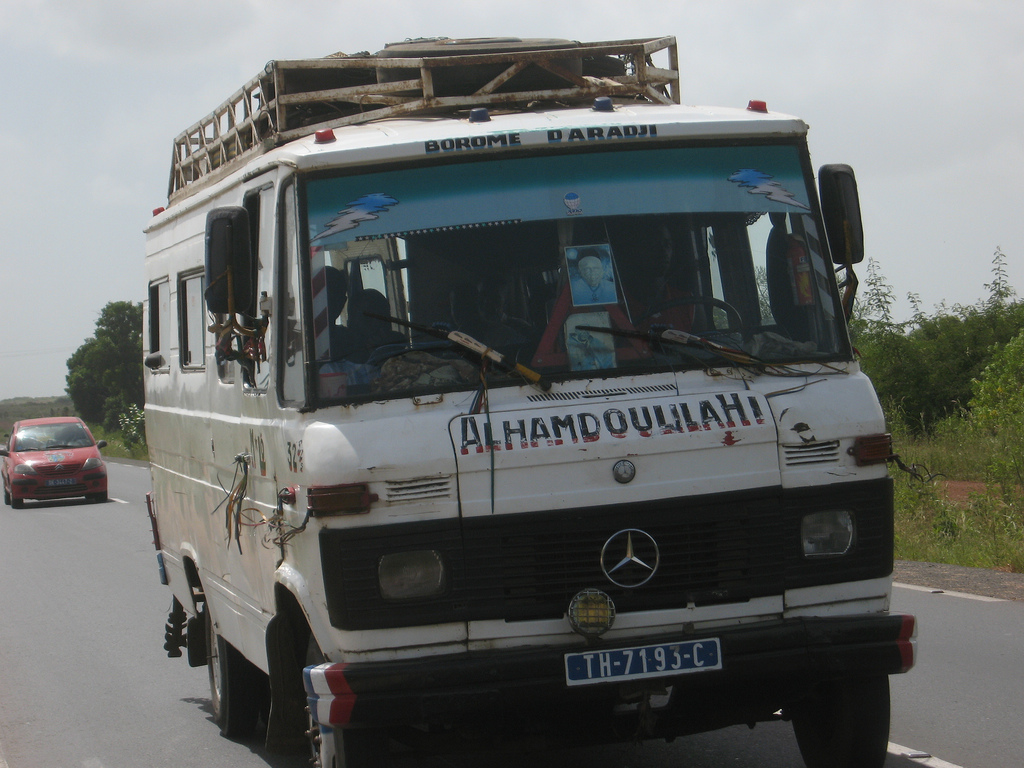
На дороге в области Тиес

- Тиес
- Тивоуан
- Мбур